# Gorreto
Gorreto (ligur nyelven O Gorêio) település Olaszországban, Liguria régióban, Genova megyében. Lakosainak száma 92 fő (2023. január 1.). Gorreto Fascia, Rovegno, Carrega Ligure és Ottone községekkel határos.

## Népesség
A település lakossága az elmúlt években az alábbi módon változott:
| Lakosok száma | 97   | 93   | 92   |
|               | 2017 | 2018 | 2023 |